# 高句丽
高句麗（前37年－668年10月22日）也作高句骊、高勾驪，后期常用名高丽，又名句骊、勾骊，朝鲜三国时期国家。横跨今日朝鲜、中国东北和俄罗斯远东部分地区。据《好太王碑》、《三国史记》和多部中国《二十四史》记载，公元前37年扶餘王子高朱蒙，南下在卒本川建立高句丽。建国后，高句丽迅速扩张，逐步吞并了其周边的扶餘、沃沮、东濊並吞併汉四郡，在朝鲜半岛与百济、新罗形成三国鼎立的局面。5世纪好太王和长寿王统治期间，高句丽进入全盛时期，之后的1个世纪里，保持了在朝鲜半岛对新罗、百济的压倒性优势，控制了今朝鲜半岛大部和今中国东北的南部地区。隋唐时期，高句丽频繁遭到隋唐帝国军队的侵略，国力陷落，最终于668年被唐朝与新罗联军所灭亡。
高句丽立国共705年，曾在与倭战争中击败联合百济攻打新罗的倭军，并在与隋战争中击退隋朝数十万大军。高句丽的历史文化已经成为朝鲜半岛传统文化的重要组成部分。1980年代起，中韩高句丽争议浮出水面，由于高句丽本源于今中国境内，后扩展至三韩人后裔所在的朝鲜半岛的特殊地理位置，国土略及今日的中國东北、大部及北部、俄羅斯遠東沿海州部份地區。中朝韓三國都认为高句丽自始至终是自己本国的原始民族或少数民族地方政权。另外日本学者的骑马民族征服王朝说也认为高句丽、扶余可能为日本民族的起源。

## 国号
“高句丽”一词最早见于《汉书·地理志》：“玄菟、乐浪，武帝时置，皆朝鲜、濊貉、（高）句骊蛮夷。”据《后汉书·东夷传》记载，汉武帝灭卫满朝鲜后，以高句丽人之地设县并以其族名命名县名。《汉书·地理志》亦记载玄菟郡由高句丽，上殷台，西盖马三县构成。公元前37年，扶余王子朱蒙在卒本川（今浑江流域，辽宁省桓仁满族自治县或吉林省通化市境内）建卒本扶余。由于卒本扶余位于前汉设高句丽县辖地，而扶余和高句丽属同族，中文典籍开始将高句丽作为国号使用，简称“句丽”。
“高丽”则一词最早见于东汉李巡注《尔雅》： 「一曰玄菟、二曰樂浪、三曰高驪、四曰滿飾、五曰鳧臾、六曰索家、七曰東屠、八曰倭人、九曰天鄙.。」中国南北朝时期，高句麗的統治者开始冠以“高麗王”的稱號，並且逐漸以高麗作為正式國號，且中国中原政权應高句麗統治者的請求改以高丽作為高句麗的正式簡稱。高句丽灭亡后，渤海国向日本交流的介绍称呼和新罗末年弓裔建立的后高句丽的初期国号均称高丽。918年，王建推翻弓裔复改国号为高丽。两国的使用均体现了东北亚地区高句丽的深远影响，自此“高麗”长期成为朝鲜半岛的历史地理名称。宋代，高丽王朝奉上高丽与高句丽继承关系的“高丽世次”，中国各朝代政权从此不辨两个高丽。

## 历史

### 建国

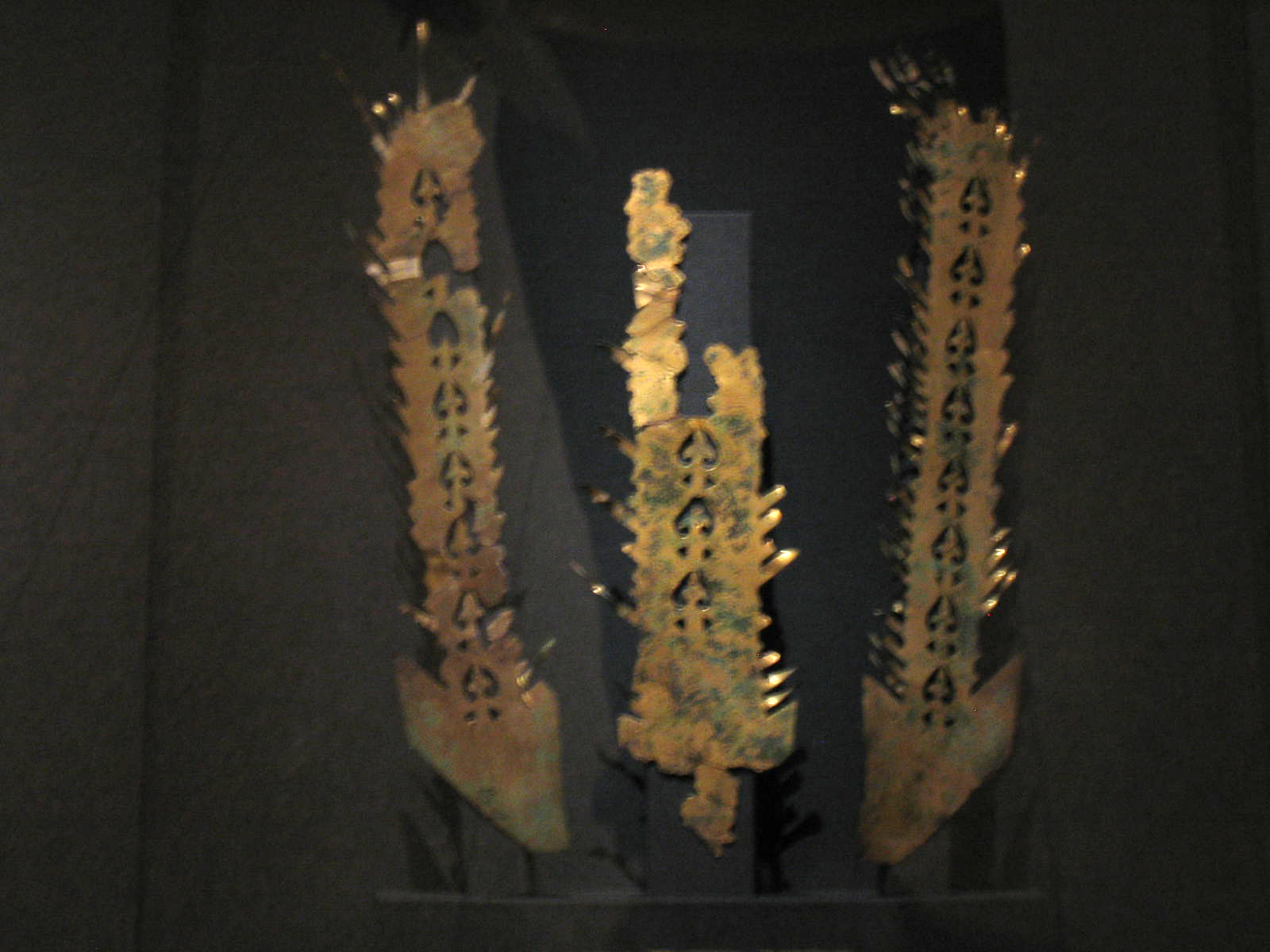
高句丽王冠

据好太王碑、《三国史记》、《魏书》、《周书》、《北史》、《隋书》等韩、中两国史书和史料记载，漢建昭二年（前37年），高句丽始祖，扶餘王子朱蒙因在扶余国受到排斥，南下在鸭绿江沿岸卒本川建卒本扶餘，来附者众多。建国后，高句丽武力驱逐了肃慎，后于漢建昭三年（前36年）吞并了松让王的沸流国。漢建昭五年（前34年），高句丽定都卒本城，公元前28年灭北沃沮。:25
漢鴻嘉二年（前19年），朱蒙长子琉璃明王与其母从扶余国逃到卒本城，被立为太子，是为高句丽第二代君主琉璃明王。漢綏和元年（前8年），高句丽以少胜多降服鲜卑。漢建平二年（前5年）冬，扶余王带素率5万军队攻打高句丽，但因天寒，士兵冻死甚多而退。漢元始三年（3年），琉璃明王弃卒本城迁都于国内城:26。新始建國四年（12年），王莽强行将高句丽人编入辽西郡进攻匈奴等民族。由于高句丽士卒脱逃，王莽怪罪于高句丽王并改高句丽为“下句丽”。新天鳳一年（14年），琉璃明王西伐居住在今太子河流域的梁貊，进而袭取了西汉玄菟郡的高句丽县。
大武神王期间（18年－43年），高句丽继续武力扩张，与扶餘交战，杀死扶余王帶素。漢建武十三年（37年），大武神王攻克鸭绿江以南的乐浪郡（一说乐浪国），后又先后灭盖马、句茶等国:26。44年，光武帝派兵解救乐浪，使高句丽扩张受挫。

### 发展期

#### 早期的中兴

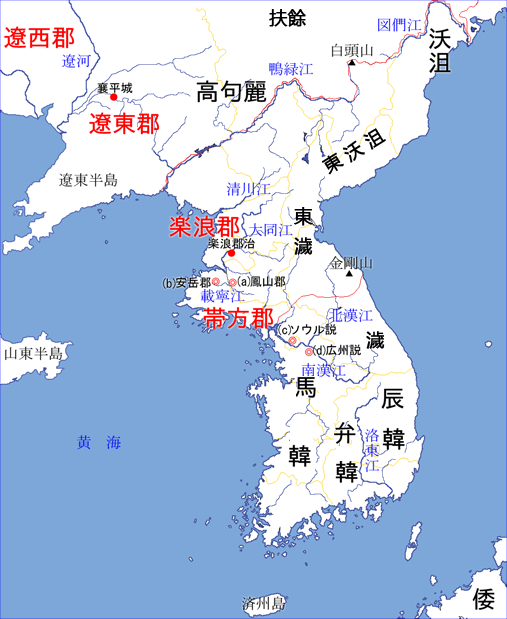
西元三世紀的朝鮮半島

太祖王时期，高句丽得到进一步的扩张和加强。56年，高句丽吞并东沃沮，后又吞并东濊一部分领土。高句丽在这时期也开始接受其周边国家的朝贡，也“遣使如汉”。与此同时，高句丽对乐浪郡、玄菟郡和辽东多次发动攻势，意图完全摆脱汉朝的牵制。118年，高句丽联合濊貊攻打玄菟郡华丽城。121年，太祖王“攻玄菟、辽东二郡，焚其城郭，杀获二千余人”。同年夏，太祖王合鲜卑共八千人攻辽东，太守蔡讽以下百余人战死；同年冬，太祖王合马韩、濊貊共万余攻玄菟郡，但是由于扶余对汉军的援助，高句丽的攻击没能取得胜利。146年，太祖王袭扰乐浪郡，杀带方县令，掠乐浪太守妻子。
漢光和二年（179年），新大王传位给故国川王。《三国史记》中叙述184年，故国川王亲自领兵打退乐浪军。191年，故国川王采纳精英政治制度，依照才能聘任大臣和官员。其中包括任用农民出身的晏留、乙巴素（被任命为高句丽国相），使高句丽出现了治世。

#### 与曹魏、前燕和百济的战争
漢建安二年（197年），故国川王去世，其三弟山上王继位，遭到其兄拔奇反对，引发内乱。拔奇后投奔辽东公孙度入侵高句丽。迫于辽东军事压力，山上王次年开始修筑丸都城。209年，丸都城建立完毕后山上王将都城迁移。

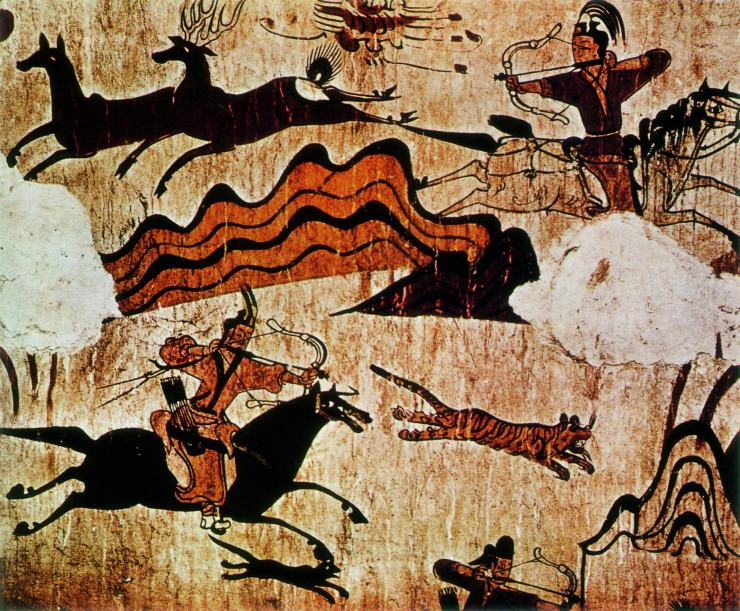
高句丽壁画

魏景初二年（238年），曹魏太尉司马懿灭公孙渊，设高句丽、高显、辽阳、望平四县于玄菟郡。魏正始七年（246年），幽州刺史毌丘俭入侵高句丽，东川王败走，毌丘俭又屠杀旧丸都内官员数千人，之后退兵。不久又再次进攻，东川王逃到买沟，毌丘俭又派玄菟太守王颀追击到沃沮。魏军进一步追击。但东川王在纽由、密友等的保卫下得以隐匿。次年，东川王修建平壤城。
曹魏的毌丘俭焚烧了丸都城后以为高句丽灭亡了，所以很快就撤离了。70年后（267年），高句丽重建了旧丸都城，并开始袭击辽东、乐浪和玄菟。随着高句丽对辽东半岛的挺进，晉建興元年（313年），高句丽美川王侵略原汉四郡的最后一郡——乐浪郡。高句丽在朝鲜半岛北部处于强势。
高句丽的對外扩张幾次招来险些亡國。晉咸康八年（342年），前燕慕容皝侵入高句丽，虏走了高句骊百姓五万多口，最后一把火烧了高句骊王宫，并将新丸都城再次夷为平地。晉建元元年（343年），高句骊重修由于前燕慕容皝东征而被摧毁的新丸都城，并于同年秋天又一次移居新丸都城。4个月后，旧丸都山城就再次毁于战火。晉太和六年（371年），百济近肖古王袭击高句丽最大城市平壤（前乐浪郡治所），并在战场上杀死了高句丽故国原王。

#### 复兴期
高句丽小兽林王继位后，开始加强高句丽国内的稳定和统一，仿照中原国家公布“律令”（当于宪法和刑法）。晉咸安二年（372年），立佛教为高句丽国教，并建立国家教育机构“太学”。小兽林王还对高句丽军队进行了改革。

### 鼎盛时期

#### 好太王时期
从高句丽好太王继位起，高句丽开始进入鼎盛时期。根据好太王的儿子长寿王为他所立的好太王碑记载，好太王在一次与扶餘的战役中就攻克了扶餘64个城池，1,400个村庄。好太王与遼東地區的后燕也互有征战；并降服了北部的扶餘国和靺鞨部落；大敗百济；瓦解了伽倻；并在新罗与百济、伽倻和倭的战争中将新罗变为高句丽的保护国（399年）。就这样，在好太王时期，朝鲜半岛形成了一个长达50年的松散统一局面。好太王时期，高句丽在朝鲜半岛的面积已达到半岛面积的一半。北部包括今中国辽东半岛的大部分。

#### 长寿王时期
晉義熙九年（413年），高句丽长寿王登基。由于百济和新罗的对抗，宋元嘉四年（427年），长寿王迁都到平壤城以加强对百济和新罗的控制。长寿王延续了其父好太王的扩张政策。5世纪末，长寿王於宋元徽三年（475年）攻破百濟首都漢山城，殺百濟蓋鹵王，併吞漢江流域，使國家在半島領土的面積增加成3/4，他又吞并了一些扶餘，靺鞨和契丹部落；与北魏交锋。到長壽王末年時，高句麗人口增加到九万户，疆域也空前擴大，其南境自牙山灣經鳥嶺、竹嶺到平海與百濟、新羅相接，擴大到今朝鮮大同江、載寧江、臨津江、漢江沿岸，為高句麗全盛時期。據《魏書·高句麗列傳》載，其“魏時，其地東西二千里，南北一千餘里”，即東臨日本海，西濱黃海，南到漢江流域，北抵遼河為界，是東北亞地區最為強大的王國之一，此時高句麗威名传至中原，南北朝双方朝廷都对高句麗王以「乐浪郡王」的册封。齊永明九年（491年），長壽王死後，扶餘被勿吉国灭亡后扶余人内附于高句丽，国力達到最大狀態。

### 6世纪末和7世纪初的混乱
高句丽在6世纪达到鼎盛后，开始走向平世。高句丽安藏王被刺杀后，其兄安原王继位。在安原王时期，王室间的纷争加剧。两政治集团对王位继承进行争斗，最后年仅8岁的阳原王登基。不过对权力的争夺并没有结束。反对派的幕僚们开始建设自己的军队，对自己的领地进行实际上的控制。内忧外患，6世纪50年代，高句丽北疆受到契丹的袭击。但高句丽内部的幕僚争夺依然继续。梁大寶二年（551年），百济和新罗联合隋朝开始攻打高句丽。隋開皇六年（586年），高句丽平原王将都城由平壤城迁至长安城（即今朝鲜平壤市区），直至高句丽灭亡。历时83年。
6世纪末和7世纪初，高句丽开始与隋、唐频频交战。高句丽与百济和新罗的关系在这一时期很复杂，一会儿是友，一会儿是敌。

#### 丢失汉江流域

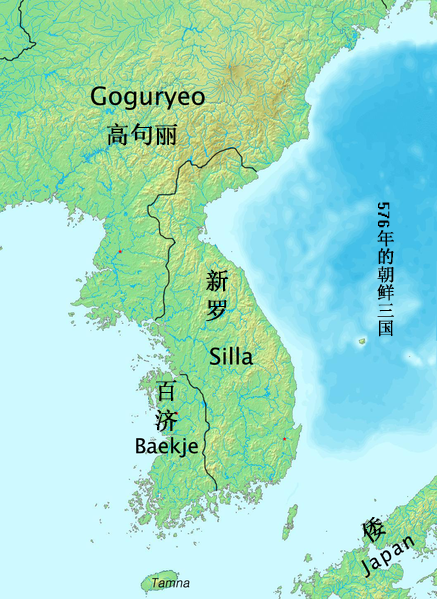
6世纪末时朝鮮三国时代的版图

梁大寶二年（551年），百济和新罗联手攻打高句丽。高句丽从此失去具有重要战略意义的朝鲜半岛中部之肥沃的汉江流域。百济新罗联盟的主战者百济在对高句丽的战争几乎精疲力尽。梁承聖二年（553年），新罗以帮百济的名义出兵。但却对百济发动了攻势，最后将整个汉江流域全部纳入囊中。怒于新罗的背叛，百济圣王第二年攻新罗西部以报复，但被新罗擒住，后被处死。
朝鲜半岛中部的战争，对朝鲜半岛的格局产生了深远的影响。新罗对百济的攻击使百济成了朝鲜半岛的最弱者。新罗由于攻取人口众多而富饶的汉江流域，给其日后吞并朝鲜半岛奠定良好基础。相反，高句丽却因丢失汉江流域而国力大减。另外新罗获得汉江流域后，疆域西界毗邻黄海，使其可以和中原王朝直接贸易和建立外交。这样新罗就不再依赖高句丽而是直接从中原王朝学到先进的文化与技术。新罗与中原王朝的直接沟通与联盟最终使得在七世纪中期邀请唐军赴朝鲜半岛作战，给高句丽带来灾难性的后果。

#### 隋与高句丽的战争
隋開皇九年（589年）四月，隋吞并南陈后，开始要求周边国家为其臣属。高句丽与隋朝的关系逐渐进入战争状态。隋開皇十年（590年），高句丽平原王“治兵积谷，为守拒之策”，随时准备迎战隋朝大军。隋開皇十八年（598年），高句丽先发制人突袭辽西的营州，激怒隋文帝，引发高句丽与隋朝第一次战争。隋文帝遣三十万兵分水陆两路入侵高句丽。但隋军因遭大雨，运粮困难，水军遭遇风暴，与高句丽交战损失惨重。
隋大業三年（607年），杨广发现高句丽与隋朝的“藩属”突厥汗国締結联盟。导致隋大業八年（612年），心怀不满的隋炀帝亲率三十万军队兵分陆路和海路同时入侵高句丽，但遭到高句丽的强烈抵抗，隋军溃败而逃。隋大業九年（613年）和隋大業十年（614年）；隋炀帝再次率军亲征高句丽，但因杨玄感起兵反隋炀帝，和高句丽投降并交还叛逃的隋将斛斯政，使得隋对高句丽的这两次战役无功而返。隋大業十二年（615年）杨广又打算侵略高句丽，但由于隋内乱加剧，攻打高句丽的计划没实行。
隋对高句丽频繁发动的侵略战争使隋朝国力衰落，早在征伐高句丽之前的隋大業六年（610年）和隋大業七年（611年）就先后爆发了民变，但被迅速镇压，在这之后就爆发隋末民變。隋皇泰二年（619年），隋朝灭亡。不过隋与高句丽的战争也削弱了高句丽的国力。

#### 唐与高句丽的战争和与新罗的联盟
隋朝攻打高句丽失利后，国内发生民变而灭亡。高句丽对于继起的唐朝仍然保持警惕。唐貞觀五年（631年），高句丽开始在辽东建千里长城以防止唐朝的进攻，并与突厥联盟。唐朝第二代皇帝唐太宗李世民虽然以高句丽据有的“辽东”（当时的“辽东”的概念略同于汉朝四郡的范围，即中国东北辽河以东地区以及朝鲜半岛的北部）为“旧中国之有”，而今“九瀛大定，唯此一隅”，但他决心侵犯高句丽，则是由于渊盖苏文引发。642年高句丽将军渊盖苏文刺杀荣留王后，不断征讨大唐属国新罗，对宗主国无礼，使唐与高句丽的关系紧张。
唐貞觀十九年（645年），唐太宗入侵高句丽，占领高句丽千里长城防线的十座城，但安市城主（18世纪以后朝鲜的笔记小说称其名为杨万春）坚守安市两个多月，唐军因冬天来临且粮草将尽主动撤离。但唐军攻占的辽州、盖州、岩州和卑沙城等重要山城都有人据守，使高句丽在辽东势力削弱。647年、648年，唐军万人继续打击辽东其余高句丽城，使高句丽防线被迫向鸭绿江南岸收缩。
唐顯慶五年（660年），唐和新罗的联军灭亡了高句丽西南的盟国百济。随后的661年—662年，唐与新罗的联军持续进攻高句丽。虽然两国的攻击消耗了高句丽的国力，但渊盖苏文在世期间，唐和新罗一直没能完全吞并高句丽。
唐龍朔二年（662年）後，渊盖苏文离世后渊家族内部斗争间接导致了高句丽失去对辽东的影响力。

### 灭亡
唐乾封元年（666年），渊盖苏文去世后，渊盖苏文长子渊男生到前方视察军情备战。让两个弟弟渊男建和渊男产留守平壤。渊男建和渊男产认为他叛逃到唐，并要求高句丽宝藏王通缉渊男生。渊男生变节投靠唐朝并被唐重用。渊男生率领唐军攻打高句丽，以期望能夺回大权。许多高句丽护城将领见到渊男生纷纷放弃抵抗。渊男生投靠唐朝成为唐与高句丽的战争的重要转折点。由于渊男生为唐朝提供了可靠的高句丽军事情报，唐朝于是大幅增加了攻打高句丽的兵力。
唐乾封元年十月十七日（666年11月18日），以李世勣为辽东道行军大总管兼安抚大使，以司列少常伯郝处俊副之，与契苾何力、庞同善纠集15万兵力入侵高句丽。诏独孤卿云由鸭渌道，郭待封由积利道，在百济故地驻守的刘仁愿由毕列道，新罗金仁问由海谷道，并为行军总管，与运粮使窦义积，皆受李世勣节度，河北诸州租赋悉诣辽东给军用。唐乾封二年（667年），李勣在推进途中遇到高句丽军民极其顽强的抵抗，进攻受到限制，但仍然攻陷高句丽新城（今辽宁抚顺北高尔山城），由于新城有着极其重要的战略地位，新城的沦陷对于高句丽西线战线来讲是毁灭性的打击；后薛仁贵以策略拿下南苏、木底、苍岩三城，与带路的渊男生顺利在鸭绿江附近集合；李勣等攻取扶余城后，又攻下大行城（今辽宁丹东西南娘娘城）。经过了漫长的冬天，唐總章元年（668年）春夏，各路唐军在鸭绿江边集结。高句丽发动最后的反击，唐军依然继续推进到平壤城。高句丽经过了数个月的守城，渊男产被宝藏王委派投降，但渊男建拒绝投降。唐總章元年九月十二日（668年10月22日），高句丽僧人信诚打开平壤城门，唐军攻入平壤，渊男建被俘虏投降。
与此同时，在南线由于金庾信的攻势，渊盖苏文的弟弟渊净土向新罗投降。就这样高句丽由于内部纷争，长年饥荒和唐与新罗南北联合夹击下最终灭亡。
高句丽被灭国后，唐分其境为九都督府、四十二州、一百县，并于平壤设安东都护府以统之，任命右威卫大将军薛仁贵为检校安东都护，领兵二万镇守其地，试图控制朝鲜半岛。但遭到了新罗的反击。新罗拥立投降的渊净土的儿子安胜为高句丽王（史称报德王），赏赐金姓。并协助高句丽移民策动叛乱。经过数年的反唐战争，新罗最终控制朝鲜半岛大同江以南地区。大同江以北则由唐和后来崛起的渤海国瓜分。

### 后继复国运动
唐總章元年（668年），高句丽灭亡后大批高句丽遗民展开了反对唐和新罗联盟的运动。其中较为著名的有剑牟岑，乞乞仲象和大祚荣等。唐曾多次试图在高句丽东部故地建立都督府以控制此地，但都失败了。唐为控制原高句丽故地而设置的安东都护府，最初是由薛仁贵来管理的。后来唐朝任命高句丽宝藏王高藏为辽东州都督、朝鲜王。由于宝藏王支持抗唐被流放。宝藏王的儿子高德武接管了安东都督府。日本学者日野开三郎在其著《小高句丽国の研究》中描述高句丽灭亡后，高句丽王族后代在辽东和朝鲜半岛大同江以北建立了复兴政权小高句丽。但是由于史料较少，所以不被学术界所公认。
高句丽灭亡后，高句丽大将剑牟岑最初在百济故地汉城立宝藏王后裔安胜为王，试图重建高句丽，并得到了新罗文武王金法敏的支持。但后来由于内部纷争，剑牟岑被谋杀，安胜投靠到新罗。新罗给了安胜一片土地，让他建立了报德国。唐永淳二年（683年），新罗神文王因担心叛乱将报德国吞并。安胜被赐予新罗王室的“金”姓。
粟末靺鞨酋长乞乞仲象和他的儿子大祚荣原都是高句丽统治下的靺鞨人大将。唐總章元年九月十二日（668年10月22日），高句丽灭亡，三十年后，即武周聖曆元年（698年），乞乞仲象和大祚荣在高句丽故地建立起震国并从唐朝手里获得了原属高句丽的部分国土。乞乞仲象去世后，唐先天二年（713年），震国接受唐朝册封的“渤海郡王”，与唐朝建立了藩属关系。渤海国控制了朝鲜半岛大同江以北、今中国东北地区东南部和俄罗斯滨海边疆区部分地方。今朝鲜半岛大同江以南则隶属于新罗。
安史之乱期间，高句丽遗民李正己在营州加入唐朝平卢节度使军队，后随唐军南迁山东淄青，在成为淄青节度使后，成为今山东地区的割据藩镇，名义上是唐朝的藩镇。这是在归化唐朝的高句丽人中，少有的历史名人。唐建中二年（781年），李正己病死后，其藩镇被其后裔李纳、李师古和李师道继承。李纳在唐朝削藩时，曾公开反唐，自称齐王，李氏政权直到唐元和十四年（819年）灭亡。
唐天祐二年（905年），弓裔自称后高丽王，后改国号为泰封。後梁貞明四年（918年），王建称王，国号高丽。泰封和高丽先后相继，都自称继承高句丽。有些高句麗人到了日本。

## 政治體制
高句麗王位以世襲方式傳承，王以下有部落首領，稱大加、相加或古雛加，合稱為「諸加」，與扶餘國相同。王的臣僚包括沛者或對盧（即宰相）、主簿、優台、丞、使者、皂衣、先人，而諸加同樣有類似臣僚制度。諸加可支配下戶（百姓）、奴婢，數目達萬人。受支配的下戶、奴婢需向諸加供以穀物、魚鹽。
高句麗由諸加審理共論犯法案件，重罪者死，其妻沒為奴婢，竊盜罪賠償12倍。諸加也評論國政，高句麗的王有時也受制肘。
中国史书记载高句丽分为五部：一是桂娄部，也叫内部或黄部；二是绝奴部，也叫北部或后部；三是顺奴部，也叫东部或左部；四是灌奴部，或译为贯那部，也叫南部或前部；五是消奴部，也叫西部或右部。
關於高句麗的官職，在各史料中記載皆有不同。現將各史料中高句麗官職列於下表：
| 對應官職 | 三國志·魏志·東夷傳 | 周書     | 隋書     | 通典                    | 冊府元龜   | 新唐書      |
| -------- | ------------------ | -------- | -------- | ----------------------- | ---------- | ----------- |
| 部落長   | 相加               | 大對盧   | 太大兄   | 相加 / 吐捽 大對盧      | 大對盧     | 大對盧 吐捽 |
| 宰相     | 對盧               | 太大兄   | 大兄     | 對盧 / 太大兄           | 太大兄     | 鬱折        |
|          | 沛者               | 大兄     | 小兄     | 沛者 / 鬱折             | 小兄       | 太大使者    |
|          | 古鄒加             | 小兄     | 對盧     | 古鄒大加 / 太大夫人使者 | 小兄       | 皁衣頭大兄  |
|          | 主簿               | 意候奢   | 意候奢   | 主簿 / 皁衣頭大兄       | 意候奢     | 大使者      |
|          | 優台               | 烏拙     | 烏拙     | 優台 于台 / 大使者        | 烏拙       | 大兄        |
|          | 丞                 | 太大使者 | 太大使者 | 使者 / 大兄             | 太大使者   | 上位使者    |
|          | 使者               | 大使者   | 大使者   | 皂衣 / 收位使者         | （大使者） | 諸兄        |
|          | 皂衣               | 小使者   | 小使者   | 先人 / 上位使者         | 小使者     | 小使者      |
|          | 先人               | 褥奢     | 褥奢     | 小兄                    | 褥奢       | 過節        |
|          |                    | 翳屬     | 翳屬     | 諸兄                    | 翳屬       | 先人        |
|          |                    | 仙人     | 仙人     | 過節                    | 仙人       | 古鄒大加    |
|          |                    | 褥薩     |          | 不過節                  | 褥薩       |             |
|          |                    |          |          |                         | 先人       |             |

## 社會文化

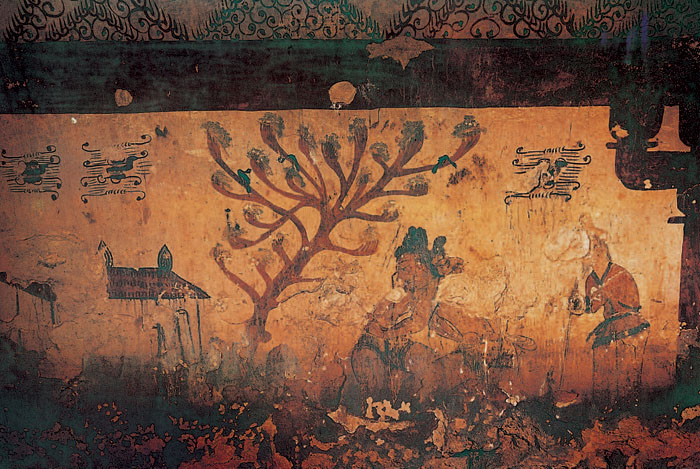
高句丽壁画

公元4世纪左右，随着中国文字、儒家思想和教育制度的传入，学校教育开始在高句丽出现。据《三国史记》记载，小兽林王二年（372年），高句丽“立太学，教育子弟”。这是朝鲜半岛最早的学校教育。太学以贵族子弟为教育对象，传授中国的古典和儒学。高句丽在地方设有面向百姓的最早私学-扃堂，其教育内容主要是读书和射箭。:146:290:37
高句麗人是農耕民族，農作物有米、粟、麥等，但早期疆域局限於長白山脈，同時代的中國史書言其國多大山深谷，無原澤良田，雖力作卻不足以實腹，節食為俗，好治宮室。每年10月舉行秋收祭典「東盟」，祭祀國祖神、隧穴神（衪有農業神的性質，從洞穴中迎出，移到鴨綠江邊國內城的木製神象，象徵水神與日神交接，東盟的高潮），陽光與水是作物生產基礎，有求豐收之意，其間人民飲酒歌舞慶祝。也有養馬，朱蒙的果下馬是高句麗的土種馬。高句麗與勿吉、鮮卑不同，不剪髮與辮髮，而是結髮為髻（與扶餘相同），這種東盟祭不是只是在桂婁部進行，五部也進行，但整個過程中主祭是國王。
高句麗社會崇尚厚葬，以石為棺，加以金銀等貴重陪葬物，外層多次封墳，砌成石塚。高句麗有二座神廟，一是祭祀扶餘神（柳花夫人）由朱蒙立祀，一是祭祀登高神（朱蒙）由大武神王立。周書/卷49中记载：「一曰夫余神，刻木作妇人之象；一曰登高神，云是其始祖夫余神之子。并置官司，遣人守护。盖河伯女与朱蒙云。」舊唐書卷199上记载后世的高句丽「頗有箕子之遺風」，「其俗多淫祀，事靈星神、日神、可汗神、箕子神。」
婚俗方面，高句麗行一夫一妻制，並允許男女以己意自由婚配，即所謂「有婚嫁，取男女相悅，即為之」。成婚後男方入住由女家準備的「婿屋」（在婿屋中受辱，通過外家考驗，可結婚，待兒女長大，男方才可攜妻兒返回男家），是母系社會產品。高句丽社会虽实行一夫一妻制，但「其俗尚淫」，并不认为男女之间有染可耻。在这种风俗之下，「男女多相奔诱」。可见未婚男女和已婚男女中，性关系随便而不受约束，「兄死妻嫂」（如山上王续娶兄长故国川王之妻），寡妇改嫁，均属常见。「多诈伪，言辞鄙秽，不简亲疏，乃至同川而浴，共室而寝。风俗好淫，不以为愧。有游女者，夫无常人。婚娶之礼，略无财币，若受财者，谓之卖婢，俗甚耻之。」
国王世代与绝奴部通婚，通过婚姻关系确保自己的政治地位。

### 文学
《留记》是高句丽自建国之初(公元一世纪)就开始编纂的大型记事史书，共计100卷。公元600年，高句丽太学博士李文真在《留记》的基础上，又修撰了《新集》五大卷。后世文献中还出现了大量朝鲜三国时期的史书名字:88-89:28。然而，这些文献大多在唐高句丽战争后遭唐军焚毁，可供参考的留世典籍很少。据李德懋（1741-1793）之《青庄馆全书·纪年儿览序》，“唐李勣平高句丽，聚东方书籍于平壤，忌其文物不让中国，举以焚之。新罗之末，甄萱据完山，输置三国遗书，荡为灰烬。此三千年来二大厄也。”:37-38:9
《箜篌引》是首个被翻译成汉语而保留下来的高句丽歌谣，记载于东汉蔡邕的《琴操·九引》和西晋崔豹的《古今注·音乐》中。此歌全篇仅16字，但意尤深远:68-70:20:11-12。朝鲜古籍中还留有少数《玄鹤》、《来远城》、《延阳》、《溟州》等高句丽乡曲的名称，但并没有留下歌词。这些乡曲在朝鲜文学史上发挥了重要的影响:36-37:77。
琉璃明王创作的四言诗《黄鸟歌》是朝鲜半岛现存最早的汉诗:31。曾到中国北周留学的高句丽僧人定法师在高句丽平原王在位期间创作有五言写景律诗《咏孤石》，流传至今:84-85:31-32。《遣于仲文诗》是高句丽大将乙支文德在隋与高句丽的战争期间写给隋将于仲文的五言诗，劝他“知足”退兵。该诗用词巧妙，不卑不亢，是首被历代称颂的作品:32-33:86-87。
现存最早的朝鲜汉文散文是高句丽大武神王写给汉辽东太守的一封书函。公元28年，汉辽东太守率兵侵犯高句丽，高句丽闭城固守。汉军原以为城内无水，久守城外期待高句丽不战自降。猜测出汉军意图后，高句丽大武神王从池中钓了一条鲤鱼，用水草包裹好，并附了封信和酒，派人一起送到汉营。信上写道：“寡人愚昧，获罪于上国，致令上将军率百万之军，暴露敝境。无以将厚意，辄用薄物致供左右。”辽东军见到鲤鱼和水草后，认为城中有水，一时很难攻陷，逐退兵。:28-29:89-90
现存的高句丽的散文还包括一些碑志和铭文。现存于中国吉林省集安市的《好太王陵碑文》是高句丽长寿王于公元414年为其父广开土大王而立。整篇碑文共1800余字，由高句丽建国神话、广开土大王南征北伐的丰功偉绩、守墓烟户情况以及有关守墓的教谕和制令四部分组成，是朝鲜古代碑志的代表作。:92-93:29-30此外，朝鲜三国的碑志还有高句丽的《牟头娄墓志文》、《新罗真兴王巡狩四碑》和百济的《武宁王墓志》等。其中立于现今昌宁、北汉山、磨云岭、黄草岭的新罗真兴王巡狩四碑碑志中写有“联绍太祖之基，篡承王统，兢身自慎，四方托境，广获民土。邻国誓言，和使交通”，显示出新罗当时的兴盛状况。:92-93:29-30

### 宗教信仰

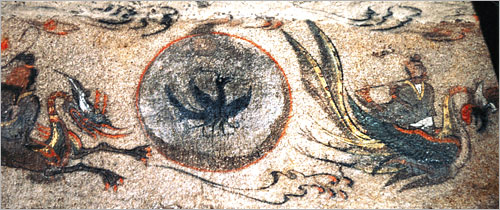
高句丽古墓中的三足乌、龙、凤壁画

高句丽人信仰多神崇拜，是萨满文化的反映。《新唐书·高丽传》载高句丽「俗多淫祀」，表明高句丽的多神文化。据《后汉书·东夷·高句丽传》记载高句丽「以十月祭天大会，名曰『东盟』」，可见高句丽有祭天的风俗，并在每年的10月份举办盛大的祭天仪式。高句丽壁画墓多绘有日月神像，表明其有日月星辰崇拜。高句丽五盔坟四号墓“日月神绘于北角二层抹角石上，人首蛇身。日神居左，男相，披发，双手捧日轮于头上，日中有三足鸟，月神居右，长发女相，双手捧月轮于头上，月中有蟾蜍。”长川一号墓后室藻井顶部绘日神（三足鸟）、月神（塘蜍与免）和北斗七星图。高句丽古墓壁画中也有位列中国史籍与传说中的三皇五帝中的三皇、伏羲、女娲和神农氏，箕子表明高句丽深受传统中国文化影响。
高句丽人崇拜三足乌、龙和凤。高句丽的三足乌文化由中国中原地区传入。三足乌又被称为金乌，体现古代中国人对鸟和太阳的崇拜。高句丽人对三足乌的这种崇拜在高句丽古墓壁画中有描述。
随着佛教从中国传入高句丽，佛教地位在高句丽不断提高。故国壤王时期，佛教被定为高句丽国教。

### 高句丽舞蹈
高句丽是个喜歌擅舞的民族。《三国志》卷30《魏书·东夷传·高句骊》记载：“其民喜歌舞，国中邑落，暮夜男女相聚，相就歌戏”。高句丽壁画上也绘有各种的舞蹈，其中中国集安高句丽古坟壁画绘有“长鼓舞”，朝鲜黄海道安岳第三号坟墓和八青里坟墓群的壁画上绘有“刀舞”。这些舞蹈形式在朝鲜族的传统舞蹈中传承。高句丽壁画上的“西瓜游戏”、“扇舞”也可以看到现代朝鲜族“西瓜舞”、“扇舞”的影子。

### 高句丽建筑

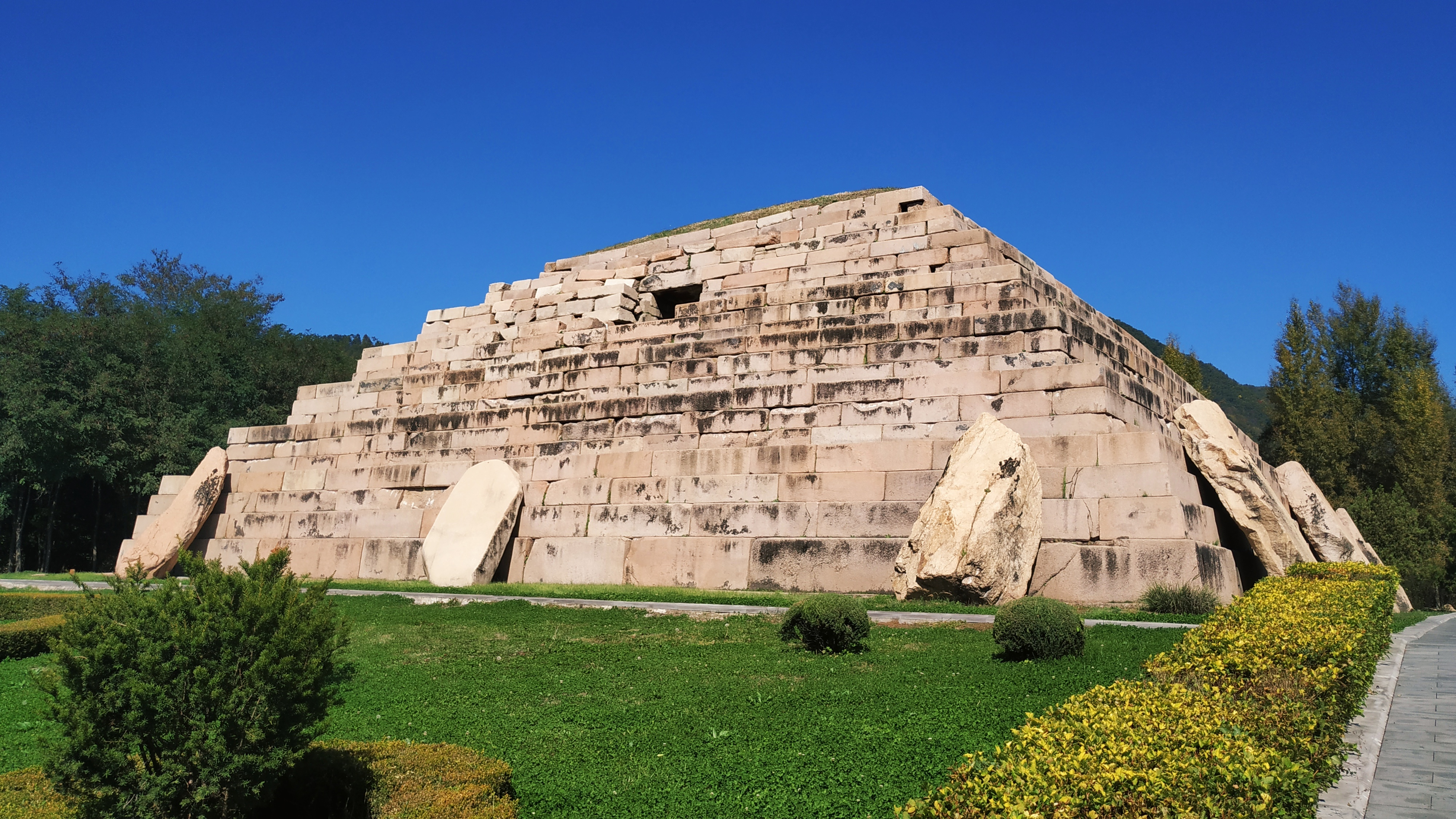
高句丽王城、王陵及贵族墓葬

高句丽建筑富有浓厚的高句丽地域和文化特色。今存遗迹多是山城和墓葬。

## 世界文化遺產

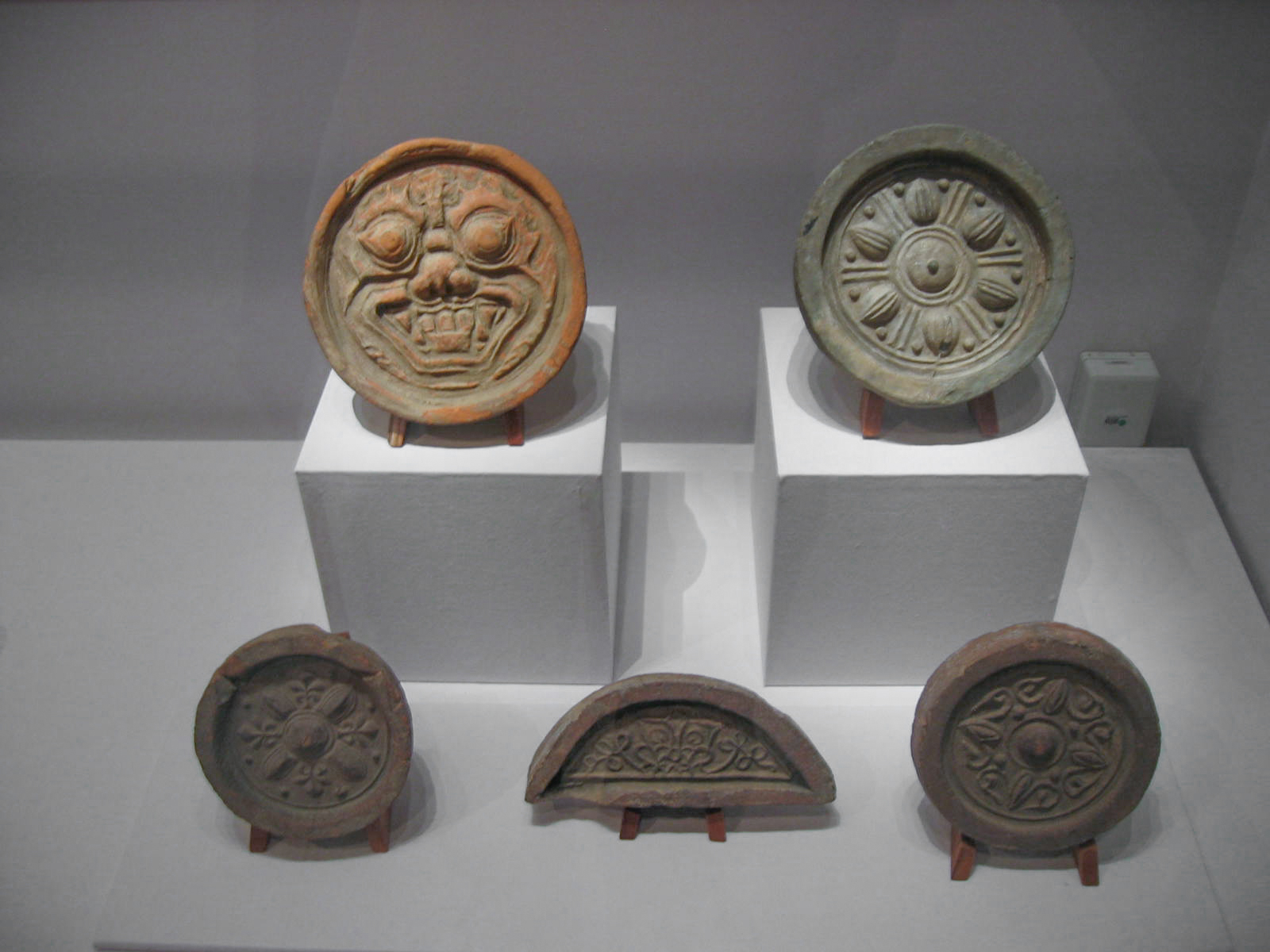
汉江流域高句丽遗址出土的瓦当，韩国国立中央博物馆

## 高句丽遗民
高句丽遗民裡一部分变为渤海人，渤海国灭亡前后和复国运动过程中部分渤海人迁入到高丽王朝境内融入高丽人，复国运动过程中被契丹俘虏的一部分人融入契丹，金元大部分逐渐融入汉族。
高句丽王族和百济王族被迁到唐朝境内，在洛阳北邙山一带发掘面世的高句丽王族泉男生、泉男產、泉獻誠、高慈、高震、泉毖，以及百济王族扶餘隆的墓誌铭，清末民初著名金石学者罗振玉编成《唐代海东藩阀志存》一书。
中国社会科学院的杨保隆认为有1/3到一半的高句丽人曾被内迁至内地，并且成为中国内地一重要的武人集团，在唐末五代历史中扮演了重要的角色。
高句丽王族高丽若光率领高句丽遗民1799人亡命到日本，在日本武藏國开拓高丽郡，並建立高丽神社。甲斐国巨麻郡，河内国大県郡，河内国若江郡巨麻郷，山城国相楽郡大狛郷、下狛郷也有高句丽人。

## 高句丽相关现代争议

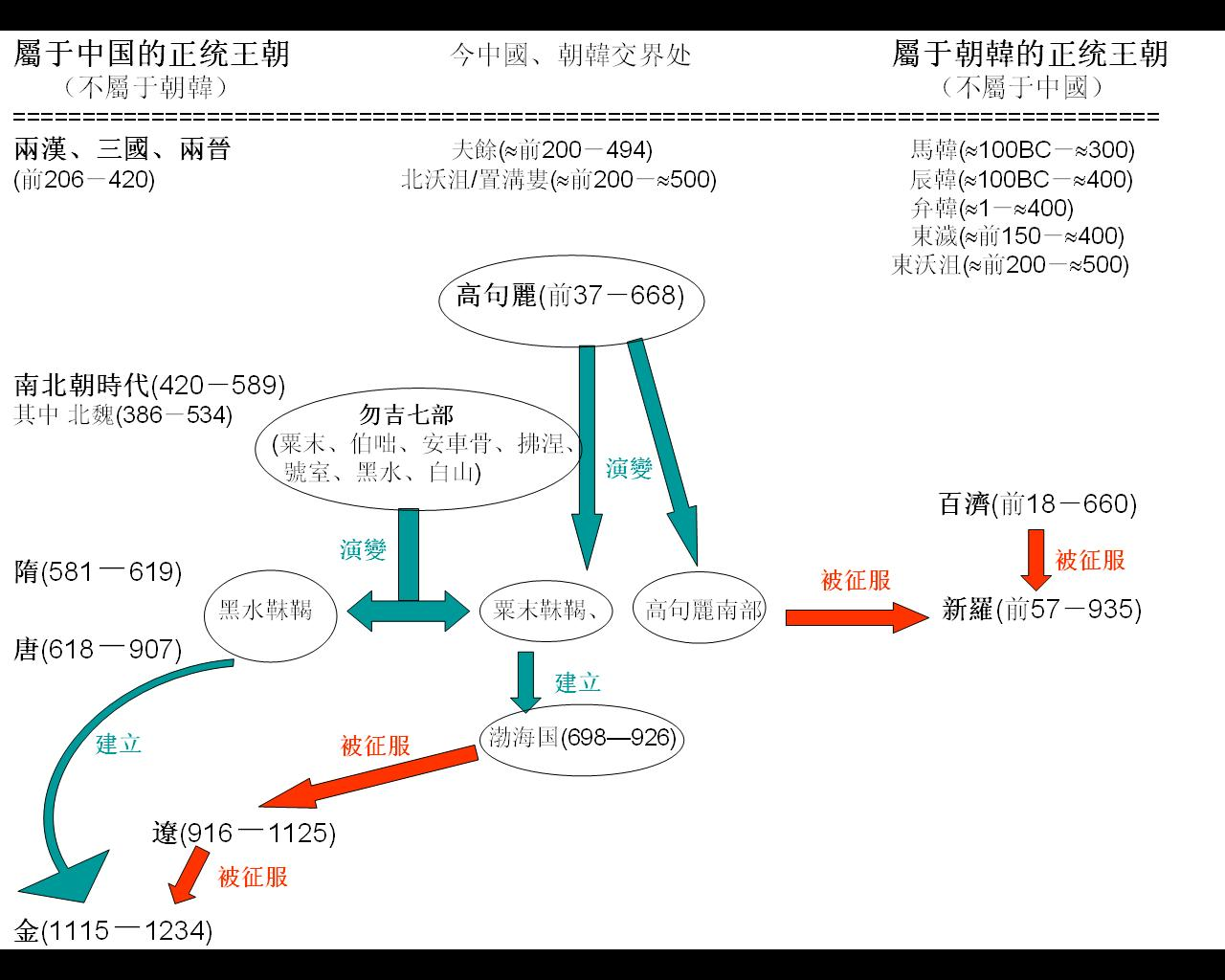
高句丽关系演化图

对于高句丽的历史归属，中國大陸、朝鮮與韓國学者存在争议。2004年8月22日，中韩两国就高句丽历史问题达成《五项谅解事项》:337。此后，两国领导人都在不同场合表示遵守《五项谅解事项》，学术与政治分开，现实与历史分开，正确对待，妥善处理，不让争议影响两国关系。

## 延伸阅读
[在维基数据编辑]
 《後漢書/卷85》，出自范晔《後漢書》
 《三國志/卷30》，出自陳壽《三國志》
 《南齊書·卷58》，出自萧子显《南齊書》
 《梁書/卷54》，出自姚思廉《梁書》
 《魏書/卷100》，出自魏收《魏书》
 《周書·卷49》，出自令狐德棻《周書》
 《南史·卷79》，出自李延壽《南史》
 《北史·卷094》，出自李延壽《北史》
 《隋書·卷81》，出自魏徵《隋书》
 《舊唐書/卷199上》，出自刘昫《舊唐書》
 《新唐書·卷220》，出自《新唐書》
 《三国史记》